# Davide Pagliarani
Davide Pagliarani FSSPX (* 25. Oktober 1970 in Rimini) ist ein italienischer traditionalistischer katholischer Priester der Priesterbruderschaft St. Pius X. und seit 11. Juli 2018 deren Generaloberer.

## Leben
Davide Pagliarani trat 1989 in das Seminar der Priesterbruderschaft St. Pius X. in Flavigny-sur-Ozerain ein. Nach seinem Studium absolvierte er den Militärdienst. Er wurde 1996 vom damaligen Generaloberen, Bischof Bernard Fellay, zum Priester geweiht. Er war sieben Jahre in Rimini tätig, bevor er für weitere drei Jahre nach Singapur versetzt wurde. Anschließend wurde er zwischen 2006 und 2012 Oberer des italienischen Distrikts und ab 2012 als Nachfolger des aus der Priesterbruderschaft ausgeschlossenen Bischofs Richard Williamson Rektor des Seminars Nuestra Señora Corredentora in der Provinz Buenos Aires.
Am 11. Juli 2018 wählte ihn das Generalkapitel der Priesterbruderschaft St. Pius X. zum Generaloberen für zwölf Jahre. Am 23. November 2018 traf der neu gewählte Generalobere in der Vatikanstadt den Präfekten der Kongregation für die Glaubenslehre und damaligen Präsidenten der Päpstlichen Kommission Ecclesia Dei, Luis Kardinal Ladaria.